# ديفيد هيليبويك
ديفيد هيليبويك (بالفرنسية: David Hellebuyck) (12 مايو 1979 في نانتوا) لاعب كرة قدم فرنسي يلعب حاليا لصالح نادي الدرجة الأولى نيس الفرنسي في مركز الجناح .

## روابط خارجية
- ديفيد هيليبويك على موقع رابطة كرة القدم الفرنسية للمحترفين (الإنجليزية)
- ديفيد هيليبويك على موقع قاعدة بيانات كرة القدم.إي يو (الإنجليزية)
- ديفيد هيليبويك على موقع بيانات كرة القدم. دي إي (الألمانية)
- ديفيد هيليبويك على موقع ليكيب (الفرنسية)
- ديفيد هيليبويك على موقع Soccerway.com (الإنجليزية)
- ديفيد هيليبويك على موقع عالم كرة القدم.نت (الإنجليزية)